# Anything She Does
Anything She Does è un brano musicale del gruppo musicale britannico Genesis, quinta traccia del tredicesimo album in studio Invisible Touch, pubblicato il 9 giugno 1986; nell'edizione in vinile, la traccia di apertura del lato B.
È l'unico brano tratto dall'album in questione a non essere mai stato eseguito in concerto: a detta del tastierista del gruppo Tony Banks perché troppo difficile da riprodurre dal vivo.
Il testo del brano, scritto da Phil Collins, si rivolge a un'ipotetica diva del cinema pornografico la cui immagine popola le riviste e le fantasie del pubblico.

## Video musicale
Il brano, pur non pubblicato come singolo, ispirò un videoclip diretto da Jim Yukich che i Genesis utilizzarono come introduzione ai loro concerti dell'Invisible Touch Tour nel 1987, diffondendolo da maxischermi posti ai lati del palcoscenico. Il videoclip, assieme a quelli di tutti i singoli tratti dall'album, fu incluso nell'home video Visible Touch, pubblicato anch'esso nel 1987.
Oltre agli stessi Genesis, il video ha per protagonista l'attore comico inglese Benny Hill nei panni di uno dei personaggi da lui già interpretati nel celebre Benny Hill Show: il portiere d'albergo Fred Scuttle. Improbabile capo della sicurezza a un concerto del gruppo, Scuttle dovrebbe impedire l'ingresso a estranei nel backstage, dove i Genesis intanto stanno provando la canzone, ma molte persone (soprattutto belle ragazze, secondo un cliché degli slapstick di Hill) riescono con gli espedienti più vari a eludere la sua maldestra sorveglianza; in una scena, gli chiede di passare anche una sosia di Diana Spencer, allora principessa di Galles. Alcuni fra gli intrusi inoltre mettono a soqquadro il camerino dei Genesis, che Scuttle riuscirà appena in tempo a riordinare prima che il gruppo vi faccia ritorno.
Il video termina con il gruppo che si incammina verso il palcoscenico: sui maxischermi dell'Invisible Touch Tour, tale sequenza era fatta coincidere con l'effettivo inizio del concerto.